# ویجی کریشنا آچاریا
ویجی کریشنا آچاریا (انگلیسی: Vijay Krishna Acharya؛ زادهٔ ۱۹۶۸) کارگردان فیلم، مؤلف و فیلم‌نامه‌نویس اهل هند است.
از فیلم‌ها یا مجموعه‌های تلویزیونی که وی در آن‌ها نقش داشته است، می‌توان به موج ۳ و قاتلان هندوستان اشاره نمود.